# 建筑基地

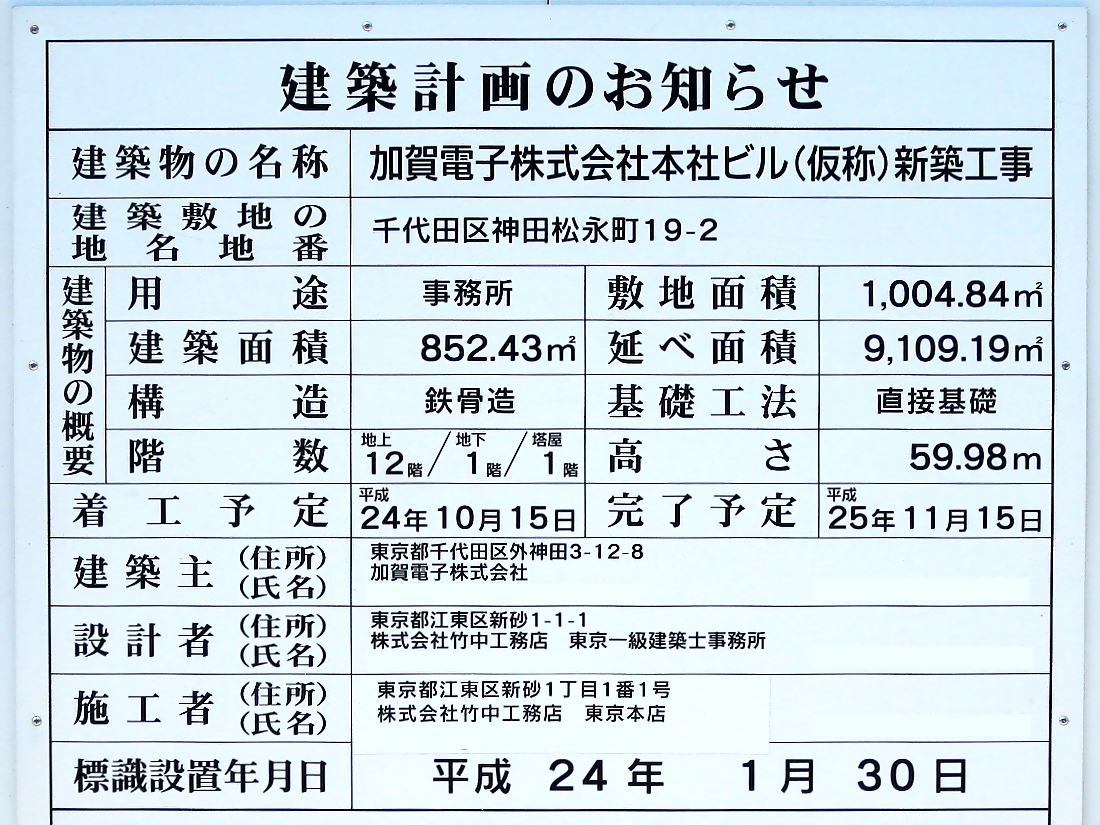
日本建築基地標示

建筑基地是指根据用地性质和使用权属确定的建筑工程项目的使用场地。
用地性质反映了城市规划对基地内建筑功能的要求。在实际情况中，一个建设项目往往具有不同的使用功能。同一基地内如果出现不同使用功能的建筑，或者同一建筑由不同的功能部分组成，其主要功能，应当与城市规划所确定的用地性质符合。